# Swainsonina
La swainsonina es un derivado de la indolizidina que actúa como alcaloide. 
Se puede encontrar en la naturaleza en varias plantas llamadas locoweed en Estados Unidos. Estas plantas provocan diferentes daños en el ganado, incluyendo la disminución del apetito, la parada del crecimiento en los animales jóvenes y la pérdida de peso en adultos, así como el cese de la reproducción. Al fenómeno se le llama «locoísmo». 
A pesar de ello, se cree que la swansonina puede tener un uso potencial en el tratamiento de diferentes tipos de cánceres y se piensa que podría promover la restauración de la médula ósea dañada por algunos tipos de tratamiento contra el cáncer. Aun así, las propiedades farmacológicas de este producto no han sido investigadas a fondo, ya que los ensayos clínicos no han dado resultados alentadores.

## Estructura química y reactividad
Químicamente, la swainsonina posee una estructura típica de muchos alcaloides, con un ciclo de 6 fusionado con uno de 5, con una estructura de tipo indolizidina. La estructura de uno de sus confórmeros estables se detalla a continuación (calculada por el método B3LYP con el conjunto de base 6-31G(d)):
Por otro lado, se ha estudiado la interacción de la swainsonina con los pares de bases nitrogenadas GC y AT (Guanina-citosina, adenina-timina), mediante estudios computacionales, y se ha llegado a la conclusión de que la swainsonina es una droga capaz de intercalarse entre los dos pares de bases. Además, se ha estudiado la reactividad de esta molécula en la posición del nitrógeno, y se han obtenido diversos derivados procedentes de la n-alquilación.)

## Farmacología
La swainsonina inhibe las glucósido-hidrolasas, específicamente de la N-glicosilación de ligandos. 

## Biosíntesis

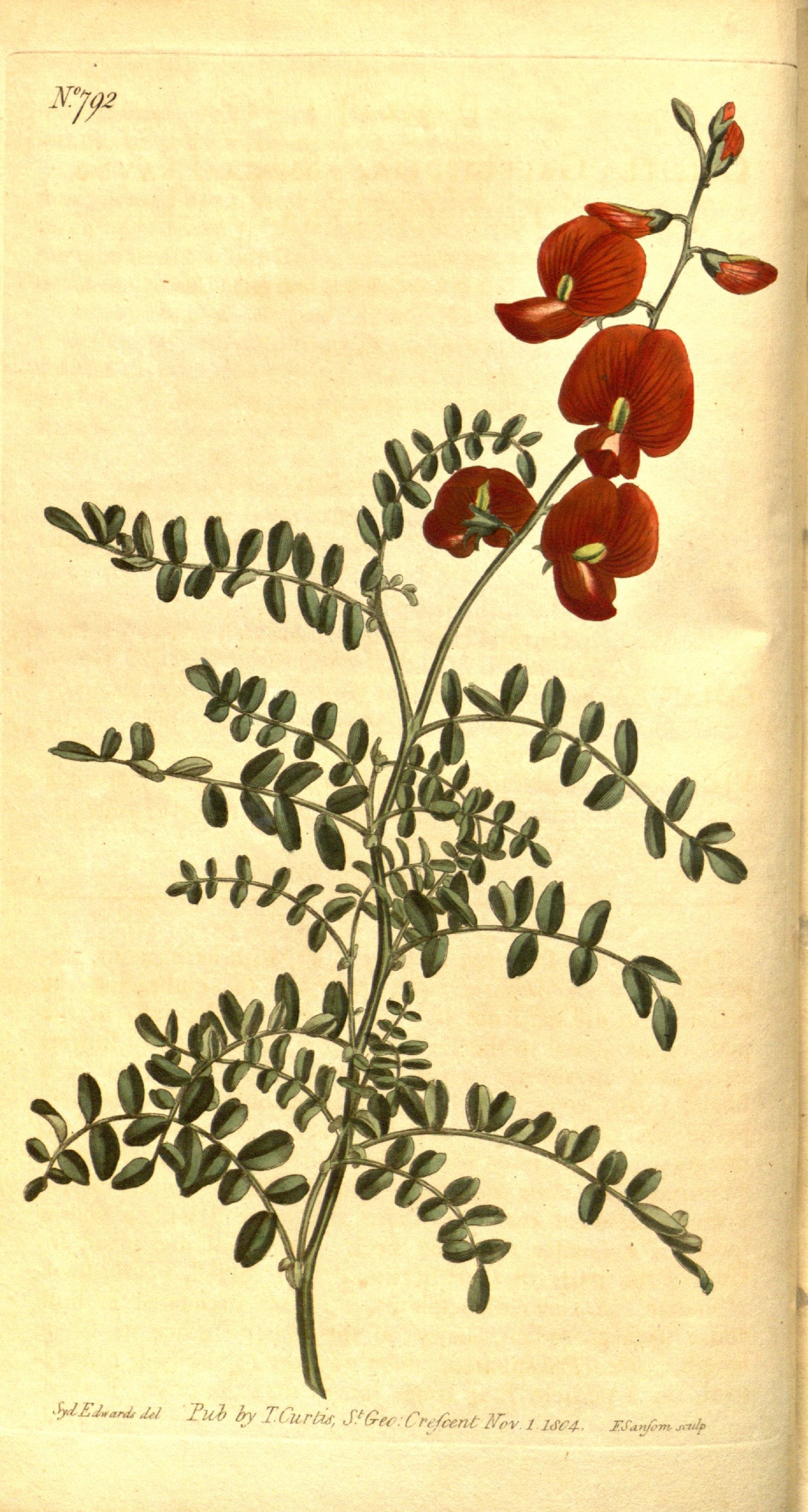
El nombre de la sustancia deriva del correspondiente a un género de plantas, Swainsona, del que la contiene la especie S. galegifolia, que aparece en la ilustración.

La biosíntesis de swainsonina se ha investigado en Rhizoctonia leguminicola (Hyphomycetes), y consiste en primer lugar en la conversión de la lisina en ácido pipecólico. El anillo de pirrolidina se forma gracias a la retención del átomo de carbono del grupo carboxilo del pipecolato, así como por el acoplamiento de dos átomos de carbono de acetato o de malonato para formar un pipecolilacetato. 
La oxoindolizidina resultante se reduce a (1R, 8aS)-1-hidroxiindolizidina, que posteriormente se hidroxila en el átomo de carbono C2 para producir 1,2-dihidroxiindolizidina. Finalmente, un grupo de 8-hidroxi se introduce en el C-8a para producir swainsonina. La reducción de la cara β debería dar un rendimiento mayor de la configuración R (swainsonina), a diferencia de la configuración de S (eslaframina, otro alcaloide del mismo tipo cuya síntesis es similar a la de swainsonina) durante la primera mitad de la vía, lo que también se muestra en la siguiente figura junto con la biosíntesis de la swainsonina. La introducción de los grupos hidroxilo en las posiciones C2 y C8 aún está en fase de investigación.

## Usos potenciales
La swainsonina es un potencial medicamento contra el cáncer para el tratamiento del glioma y el carcinoma gástrico. Sin embargo, un ensayo clínico de fase II de GD0039 (una sal de clorhidrato de swainsonina) en 17 pacientes con carcinoma renal fue desalentador. Su actividad contra los tumores se atribuye a su estimulación de los macrófagos.
La swainsonina también tiene aplicaciones potenciales como adyuvante de fármacos contra el cáncer y otras terapias. En los ratones, la swainsonina reduce la toxicidad de la doxorrubicina, fármaco empleado en quimioterapia, lo que sugiere que su empleo podría permitir el uso de dosis más altas del último fármaco. La swainsonina, además, podría promover la restauración de la médula ósea dañada por algunos tipos de tratamientos contra el cáncer Además, la swainsonina es un supresor del apetito.
No obstante, los resultados clínicos en la mayor parte de sus usos potenciales no han dado resultados positivos.